# Liberty County (Montana)
Liberty County is een county in de Amerikaanse staat Montana.
De county heeft een landoppervlakte van 3.703 km² en telt 2.158 inwoners (volkstelling 2000). De hoofdplaats is Chester.